# 阿巴德萊
31°1′N 2°44′W / 31.017°N 2.733°W

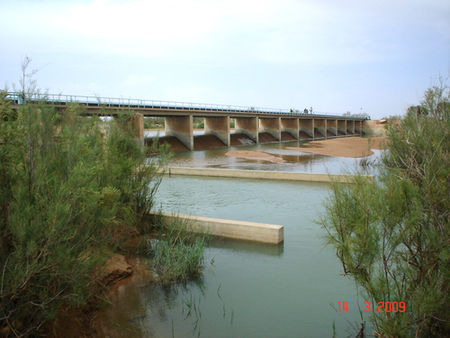

阿巴德拉（阿拉伯语：‎），是阿爾及利亞的城鎮，位於該國西部，由貝沙爾省負責管轄，是阿巴德莱区的首府，面積2,870平方公里，海拔高度592米，2008年人口13,636，人口密度每平方公里5人。